# Mary Marshall Tabb Bolling
Mary Marshall Tabb Bolling, född 1737, död 1804, var en amerikansk företagsledare. Hon ärvde en förmögenhet efter sin far 1769 och kunde efter sin makes död 1775 själv sköta den. Hon var slavägare, ägde och skötte plantager, kaffehandel och sågverk och tillhörde de ledande personerna inom Virginias näringsliv.